# Butilát
A butilát a kukorica és a napraforgó gyomirtására használt növényvédő szer. Magról kelő egyszikű gyomok ellen hatásos. Hatékonysága csökken, ha éveken keresztül használják. Vetés előtt kell alkalmazni, és kijuttatás után rövid időn belül a talajba forgatni.
Magyarország 2004-es EU-csatlakozásakor az EU-ban a butilát már nem volt engedélyezett, ezért Magyarország (és néhány más új tagország) átmeneti deregulációt kért és kapott. Ennek értelmében a butiláttartalmú szerek forgalmazási engedélyét 2006. április 30-ig visszavonták, a raktárkészleteket 2006. október 31-ig lehetett értékesíteni. A felhasználás 2007. április 30-ával szűnt meg végleg.

## Hatásmód
A tiokarbamátok mitózismérgek, emellett a telítetlen zsírsavak, foszfolipidek, viaszok bioszintézisét gátolják.
A kukorica gyökereiben gyorsan felszívódik (és leveleiben is, bár a butilátot a talajba juttatják), majd gyorsan metabolizálódik szén-dioxiddá, zsírsavakká és néhány más, a növényben természetes módon is megtalálható vegyületté. Két hét után már nem mutatható ki a szárban és a levélben.
A tiokarbamátokból biológiai szulfoxidáció során tiokarbamát-szulfid keletkezik. Ezt a szulfidot a kukorica csak a mesterségesen megnövelt glutation transzferáz(en)  segítségével tudja elbontani, ezért antidótumokat (pl. AD-67-et) alkalmaztak a kukorica védelmi rendszerének érdekében.

## Veszélyek
A bőrt és a nyálkahártyákat (elsősorban a légzőrendszert, kisebb mértékben a szemet) irritálja.
LD50-értéke szájon át hím tengerimalacnál 1659, nőstény patkánynál 5431 mg/tskg.
Az emberi/állati szervezetben gyorsan metabolizálódik. 48 óra alatt a radioaktív szénnel megjelölt butilát 27,3–31,5%-a ürült ki a vizelettel, 60,9–64% szén-dioxid formájában távozott, 3,3–4,7% a széklettel, és mindössze 2,2–2,4% maradt a szervezetben.
Patkányoknak két éven keresztül szájon át adva 50 mg/tskg adagig nem tapasztaltak káros hatást. 80 mg/tskg-nál máj- és vesekárosodás lépett fel. 100 mg/tskg-nál a testsúly csökkent és a máj/testsúly arány nőtt.
A talaj baktériumai szulfoxiddá bontják le viszonylag rövid idő alatt. A legtöbb talajban 3–10 hét alatt bomlik le aerób környezetben, 13 hét alatt anaeróbban.
Az USA környezetvédelmi hatósága, az EPA 700 μg/l alatti koncentrációban találta biztonságosnak a butilátot az ivóvízben.

## Egyéb tiokarbamát típusú gyomirtók
- cikloát[5] – az EU-ban már nem forgalmazható[3]
- EPTC – az EU-ban már nem forgalmazható[3]
- molinát
- vernolát[6]